# Paul Graham (fotograf)
Paul Graham (* 1956) je anglický fotograf a jeden z průkopníků[zdroj⁠?!] moderní barevné fotografie. Během svého života obdržel řadu prestižních fotografických ocenění (mj. Hasselblad award).

## Život a dílo
Paul Graham se narodil roku 1956 v anglickém městě Stafford a vystudoval mikrobiologii na Bristolské univerzitě. V mládí se seznámil s prací moderních amerických fotografů jakými byli Walker Evans nebo Garry Winogrand. Jednou z prvních prací, které měly na mladého fotografa zásadní vliv byl cyklus Election eve of pionýra moderní barevné fotografie Williama Egglestonea. Inspirace americkými autory je v Grahamově raném díle patrná. Jeho prvním rozsáhlým fotografickým projektem je dílo s názvem A1- Great north road. Graham tu po vzoru Roberta Franka fotografuje tzv.na cestě. Zatímco Frank ve svém cyklu The Americans cestuje a fotografuje napříč USA, Graham si za svůj námět vybral významnou dálnici Velké Británie vedoucí z Londýna na sever země. V 80. letech Grahama postihla nezaměstnanost a rozhodl se fotograficky dokumentovat prostředí čekáren na londýnských Úřadech práce. Završením jeho tvorby v období thatcherismu byl cyklus Troubled land, v němž Graham zachytil politicky vypjatou atmosféru v krajinářských záběrech Severního Irska. Během 90. let je pro Grahamovu tvorbu příznačné experimentování s netradičním snímáním (malá hloubka ostrosti, akcent na detail atp.). Patrný vliv na něj měl mimo jiné německý fotograf Michael Schmidt. Během svého pobytu v nově sjednoceném Berlíně a Tokiu vytvořil Graham série New Europe, Empty heaven a posléze se zabýval portrétem (série Television portraits a End of an Age). Po roce 2002 se Graham přestěhoval do New Yorku. Jeho působení v USA vyvrcholilo obsáhlým projektem s názvem Shimmer of possibility, jehož knižní podoba byla oceněna jako nejlepší fotografická publikace za uplynulých 15 let cenou Paris Photo-Aperture prize roku 2012. Graham zde zaznamenává fotografické minipříběhy z prostředí amerických měst a předměstí. Graham se v Shimmer of possibility vymezil proti tezi všech fotožurnalistů - zacyhtit děj před kamerou během rozhodujícího okamžiku. Oproti tradičnímu přístupu jeho předchůdců Graham fotografuje každodenní momenty (např. sekvence, zachycující pouličního prodejce květin nebo zahradníka sekajícího trávník) v jejich plynulosti časem a to bez zásadního vyvrcholení situace.